# Jurij Pietrow
Jurij Władimirowicz Pietrow (ros. Юрий Владимирович Петров, ur. 18 stycznia 1939 w Niżnym Tagile, zm. 24 października 2013 w Moskwie) – radziecki i rosyjski polityk, I sekretarz Komitetu Obwodowego KPZR w Swierdłowsku (1985-1988), członek KC KPZR (1986-1990), szef Administracji Prezydenta Federacji Rosyjskiej Borysa Jelcyna (1991-1993).

## Życiorys
Po ukończeniu 1956 szkoły średniej studiował wieczorowo w Uralskim Instytucie Politechnicznym, później był technikiem-konstruktorem w Instytucie Projektowo-Technologicznym Ministerstwa Przemysłu Obronnego ZSRR. Od października 1962 członek KPZR. W 1966 ukończył studia na wydziale mechanicznym Uralskiego Instytutu Politechnicznego. Od 1967 kierownik wydziału przemysłowo-transportowego Dzierżyńskiego Rejonowego Komitetu Komsomołu w Niżnym Tagile, od 1969 kierownik analogicznego wydziału w rejonowym komitecie KPZR. Od stycznia 1972 II sekretarz, a od grudnia 1974 I sekretarz Komitetu Miejskiego KPZR w Niżnym Tagile, od lutego 1977 sekretarz Komitetu Obwodowego KPZR w Swierdłowsku, od czerwca 1982 kierownik sektora Wydziału Pracy Organizacyjno-Partyjnej KC KPZR, od października 1983 zastępca kierownika tego wydziału. Od 19 kwietnia 1985 do 16 czerwca 1988 był I sekretarzem Komitetu Obwodowego KPZR w Swierdłowsku (zastąpił na tym stanowisku Borysa Jelcyna, który wówczas został przeniesiony służbowo do Moskwy). 1986-1990 członek KC KPZR, delegat na XXV, XXVI i XXVII Zjazdy KPZR i na XIX Konferencję KPZR. Deputowany do Rady Najwyższej ZSRR 11 kadencji i do Rady Najwyższej Rosyjskiej FSRR 9 i 11 kadencji. Od 13 lipca 1988 do 20 września 1991 ambasador nadzwyczajny i pełnomocny ZSRR na Kubie, 5 sierpnia 1991 mianowany szefem Administracji Prezydenta Federacji Rosyjskiej Borysa Jelcyna; stanowisko zajmował do 19 stycznia 1993. 1993-2001 przewodniczący Państwowej Korporacji Inwestycyjnej. 1994-1996 i 1998-2003 przewodniczący rady dyrektorów INKOR-Banku.

## Odznaczenia
- Order Czerwonego Sztandaru Pracy (dwukrotnie - 1975 i 1980)
- Order „Znak Honoru” (1971)
- Medal 100-lecia urodzin Lenina (1969)
- Medal „Zaszczytny Obrońca Rosji” (1994)
- Medal „Weteran pracy” (1987)
- Medal 40-lecia Wyzwolenia Czechosłowacji przez Armię Radziecką (1985)